# FTI - Ferrovie Turistiche Italiane

Il logo

La F.T.I. - Ferrovie Turistiche Italiane è un'associazione di volontariato che gestisce l'esercizio, nei giorni estivi e festivi, di alcune linee ferroviarie dismesse.
Essa è nata nel 1998 dall'unione di tre associazioni che perseguivano lo scopo di valorizzare turisticamente le linee ferroviarie locali il cui servizio passeggeri era stato sospeso da tempo. Al 2013 è composta da:
- l'associazione Ferrovia del Basso Sebino (FBS);
- l'associazione Ferrovia della Val d'Orcia (FVO).

Le associazioni, con i rispettivi marchi, operano come sezioni locali della FTI.
Il progetto principale delle Ferrovie Turistiche Italiane è quello di perseguire lo sviluppo turistico di linee ferroviarie abbandonate o poco utilizzate presenti in tutta Italia, impiegando le esperienze acquisite dalle due associazioni locali per sostenere future iniziative in tal senso.

## Storia

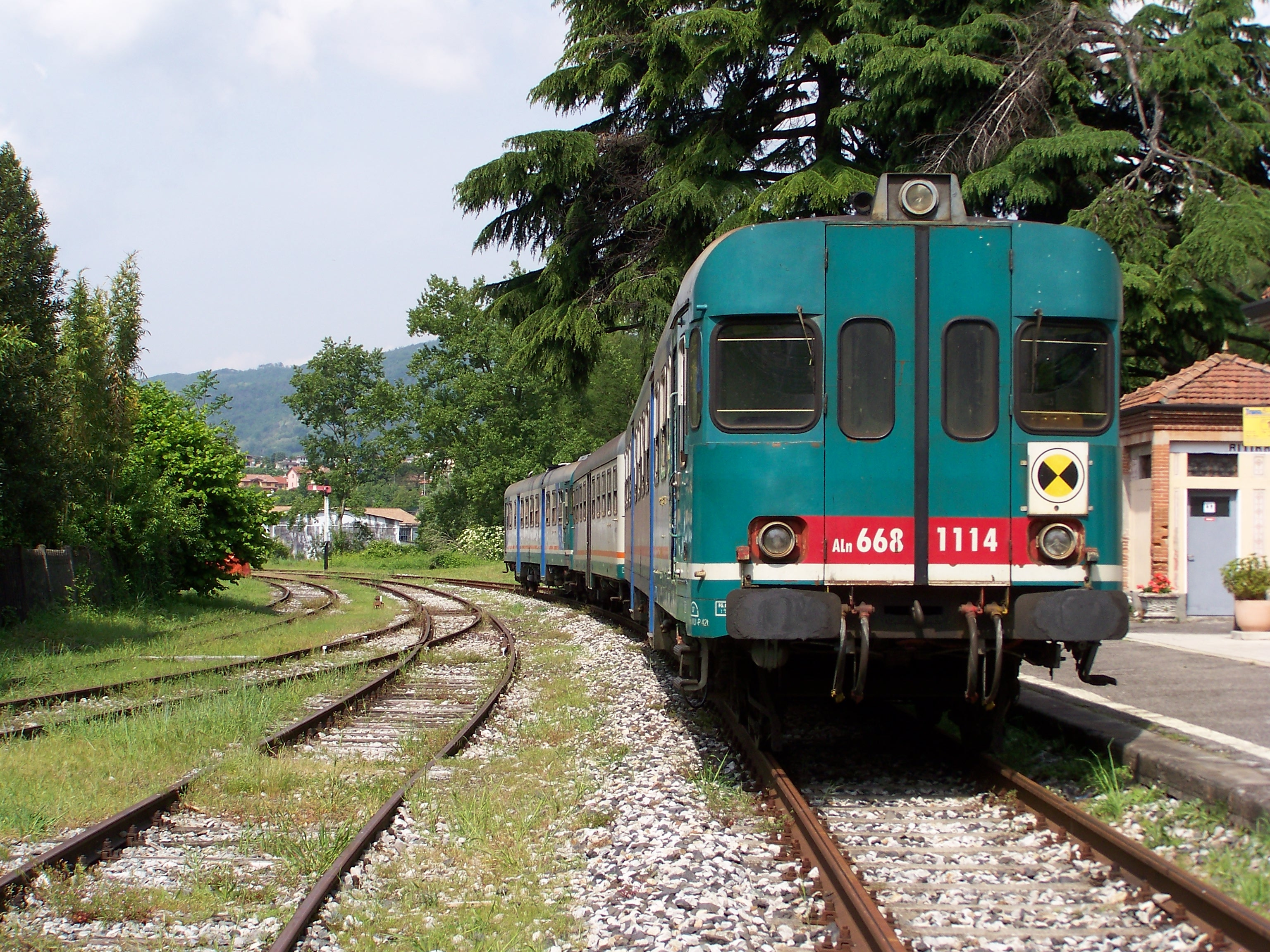
TrenoBlu a Paratico.

Le fondamenta dell'associazione possono essere fatte risalire agli inizi degli anni novanta, quando ci furono le prime iniziative di rilancio del traffico passeggeri lungo la ferrovia Palazzolo-Paratico, dopo che quest'ultimo era stato soppresso nel 1966. La linea non era stata disarmata in quanto utilizzata dalle acciaierie di Lovere per il trasferimento dei propri prodotti, per cui il Comitato per il ripristino della ferrovia Palazzolo s/O-Paratico Sarnico nacque nel 1992 con lo scopo di richiedere il ritorno di treni passeggeri.
Nel 1994 i componenti del Comitato fondarono la Ferrovia del Basso Sebino che, grazie ad un accordo con le Ferrovie dello Stato esercenti la linea ferroviaria, organizzò un servizio temporaneo passeggeri. Il primo viaggio fu intrapreso il 3 luglio e il servizio continuò per le nove domeniche successive. Grazie al notevole successo, l'iniziativa, che fu denominata TrenoBlu, poté essere ripristinata anche nelle estati successive.
Nel 1996 l'esperienza della FBS poté essere impiegata per la costituzione della associazione Ferrovia della Val d'Orcia, avente come obiettivo il rilancio turistico della ferrovia Asciano-Monte Antico, chiusa al traffico passeggeri due anni prima. Sempre in Toscana, l'autunno dell'anno successivo nacque l'associazione Ferrovia Colle val d'Elsa - Poggibonsi (FCP) rivolta al recupero dell'omonima linea ferroviaria.
Per la FVO, il ripristino dell'esercizio passeggeri, naturalmente a livello turistico, fu facilitato anche dall'appoggio delle Ferrovie dello Stato: nacque il TrenoNatura con molte offerte, anche di tipo storico, inserite nel contesto della zona. Più problematico è stato il lancio delle attività della FCP, vista la situazione in cui si trovava l'intera linea a quel tempo, priva dei binari della stazione di testa. L'ambito di questa associazione è rimasto ristretto ad alcune iniziative di contorno, come il recupero di draisine per impiegarle su tratti ripuliti della linea ferroviaria.
Negli anni 2000, l'associazione ha proseguito la collaborazione con RFI e Trenitalia sulla linea sebina e della Val d'Orcia.
Nel 2006 è nata una nuova sezione locale, la Ferrovia Turistica Camuna (FTC). Questa, in collaborazione con il Gruppo FNM, intenderebbe valorizzare turisticamente il tratto Breno-Edolo della ferrovia camuna attualmente poco utilizzato dal traffico merci e passeggeri.
All'inizio del 2010 la FCP si è sciolta, dato che nel corso dell'anno precedente i due comuni di Colle di Val d'Elsa e di Poggibonsi hanno realizzato una pista ciclabile reimpiegando la sede della ferrovia che la sezione intendeva rilanciare.
Nel 2017 si organizzano gli ultimi eventi a marchio "TrenoBlu", mentre l'anno successivo l'organizzazione dei treni storici in Lombardia passa in carico direttamente a Fondazione FS con la regia ed il contributo della Regione. L'associazione FTI continua a collaborare al programma fornendo il servizio di accoglienza e accompagnamento viaggiatori a bordo treno e durante le trasferte; occasionalmente, in particolare nel periodo invernale, FTI organizza ancora treni di propria iniziativa: ne sono un esempio i viaggi Milano - Trento in occasione dei Mercatini di Natale.

## Sezioni locali

### Ferrovia del Basso Sebino

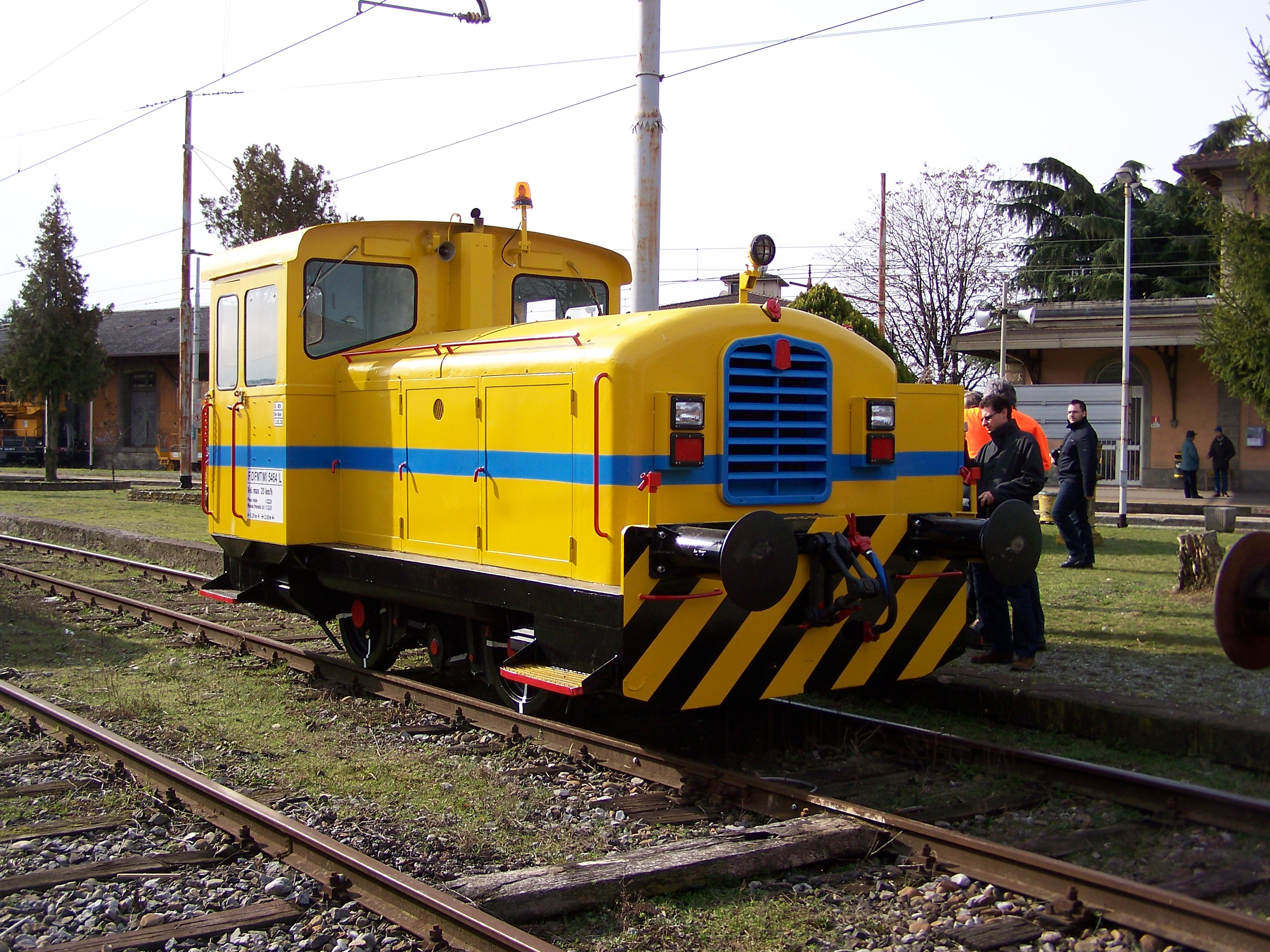
Il Badoni ABL VI della FBS dopo il restauro del 2010.

L'associazione Ferrovia del Basso Sebino (FBS) è il nucleo storico delle Ferrovie Turistiche Italiane. La sua sede è a Palazzolo sull'Oglio e il suo scopo iniziale è stato quello di ripristinare il traffico passeggeri lungo la ferrovia Palazzolo-Paratico.
Dal 1994, l'associazione si occupa di organizzare il Trenoblu, iniziativa turistica festiva composta da almeno tre coppie di automotrici ALn 668, affittate da Trenitalia, che consentono una coincidenza fra le fermate dei treni sulla linea ferroviaria Bergamo - Brescia e i battelli della Compagnia di navigazione del Lago d'Iseo. Grazie ad un accordo con società ferroviaria statale e la stessa compagnia di navigazione, è possibile utilizzare un biglietto integrato valido da Bergamo.
I membri dell'associazione con la loro attività di volontariato promuovono e organizzano il servizio, svolgendo quelle attività di sorveglianza dei passaggi a livello, della vendita dei biglietti e dell'integrazione con la navigazione lacuale che permettono la sopravvivenza dell'iniziativa.
Le iniziative della sezione FBS negli ultimi anni sono anche rivolte allo sviluppo turistico ferroviario della Franciacorta e di entrambe le coste del Lago d'Iseo. Il 9 settembre 2007 è stato presentato a Iseo lo Schienenbus Macchifer ALn 1204 che nel 2008 e nel 2009 è stato utilizzato dall'associazione consorella Ferrovie Turistiche Camune per il trasporto di comitive turistiche sulla Rovato-Iseo e sulla Brescia-Iseo-Edolo.
La FBS si è dotata negli ultimi anni di materiale rotabile d'epoca come quattro carrozze a carrelli del 1936 appartenute alla Società Veneta che le fece circolare sulla ferrovia Parma-Suzzara. Nel 2002 sono stati acquistati dallo stabilimento bresciano dell'Iveco due locomotive da manovra a trazione diesel Badoni, uno di tipo ABL IV NLR del 1957 e l'altro di tipo ABL VI 203 del 1964, utilizzati per la manutenzione della linea. Nel 2007 l'associazione ha preso in carico la Locomotiva D.143.3002 con l'intenzione di recuperarla esteticamente e di monumentarla. Due anni dopo, le trafilerie Carlo Gnutti di Chiari hanno donato all'associazione un automotore Badoni ex gruppo FS 208, detta Sogliola del 1938, che è stata recuperata sia esteticamente sia funzionalmente nell'aprile 2011.
Il 2017 è stato l'ultimo anno del TrenoBlu. Dall'anno seguente la sezione collabora con Fondazione FS e Regione Lombardia per i treni storici del programma regionale, verso i laghi lombardi ed altre mete d'interesse turistico; alcuni itinerari prevedono una soluzione combinata treno+battello, il cui svolgimento è sempre coordinato sul campo dai soci della sezione.
I veicoli da manovra posseduti dall'associazione sono stati ceduti in parte alla ditta De Aloe di Brescia ed in parte all'associazione Società Veneta Ferrovie di Primolano.

### Ferrovia della Val d'Orcia
Nata nel 1996, la sezione collabora con il gruppo delle Ferrovie dello Stato per gestire il servizio ferroviario turistico sulla ferrovia Asciano-Monte Antico.
Dal 1996, ad eccezione del 2011, l'associazione organizza il Trenonatura, grazie all'appoggio finanziario dell'Amministrazione provinciale di Siena e del Parco Artistico Naturale e culturale della Val d'Orcia. Nel 2011, l'associazione limitò la propria organizzazione ad alcuni treni, denominati Treninvaldorcia, con trazione a vapore o diesel lungo la linea toscana, in quanto il marchio Trenonatura fu utilizzato dall'associazione Terre di Siena. Il Trenonatura continua la sua attività in Val D'Orcia grazie all'apporto dell'agenzia turistica Visione del Mondo. 

## Sezioni dismesse

### Ferrovia Colle Val d'Elsa-Poggibonsi
La FCP - Ferrovia Colle Val d'Elsa - Poggibonsi è esistita tra il 1997 e il 2010 e aveva lo scopo di valorizzare le peculiarità storiche e tecniche della ferrovia Poggibonsi-Colle Val d'Elsa, in provincia di Siena. L'acronimo FCP derivava dal nome della società ferroviaria che aveva esercito la linea prima che fosse rilevata dalle Ferrovie dello Stato (FS).
Nel periodo in cui fu attiva la sezione, la linea ferroviaria possedeva alcuni elementi di archeologia ferroviaria come le rotaie di tipo Rete Adriatica da 36,6 kg/m, un segnale di seconda categoria ad ala e una curva di soli 100 metri di raggio che è stata la più stretta di tutta la rete delle FS. La FCP aveva quindi redatto una serie di progetti e di analisi costi-benefici allo scopo di ripristinare in chiave turistica e museale il tracciato ferroviario.
L'11 aprile 1999 la sezione ha presentato al pubblico una draisina a motore degli anni sessanta opportunamente restaurata e in grado di percorrere un breve tratto della ferrovia ripulito dai soci. L'esperienza è servita come base per la costituzione di un progetto, denominato Ciclotreno, che voleva utilizzare quadricicli ferroviari a scopo turistico.
All'inizio del 2010, la sezione si è sciolta in conseguenza della trasformazione della linea ferroviaria in una pista ciclabile. Presso un ristorante adiacente al binario ripulito, è stata organizzata una piccola esposizione museale che intende ricreare l'ambiente dell'ufficio movimento della dismessa stazione di Colle Val d'Elsa.

### Ferrovia Turistica Camuna

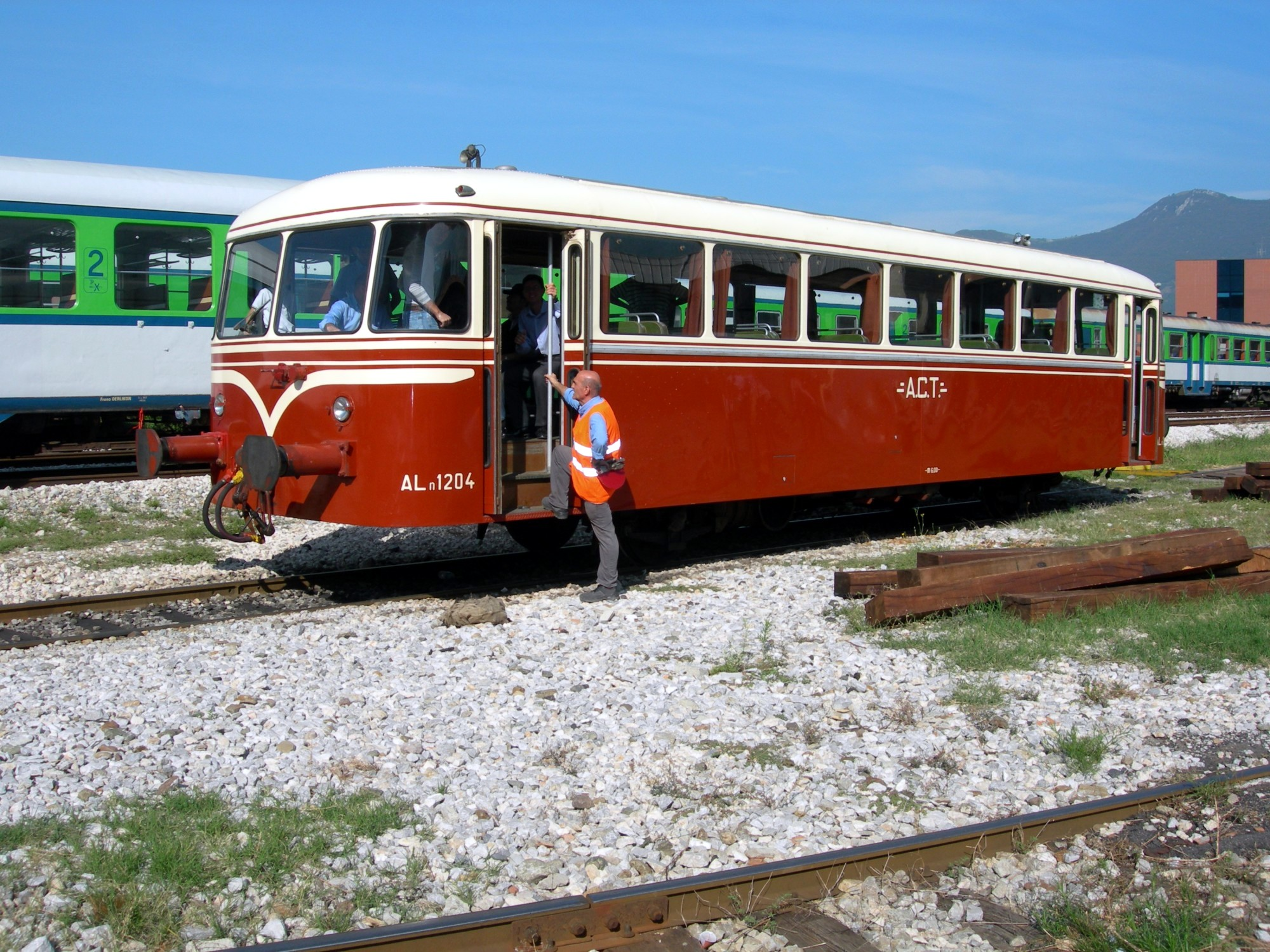
Lo Schienenbus Macchifer ALn 1204

Aveva sede a Breno e il suo scopo era la valorizzazione della ferrovia Brescia-Iseo-Edolo, principalmente nella tratta oltre Breno.
Nel suo parco rotabili aveva trovato posto lo Schienenbus Macchifer restaurato da LeNord, dato che, per motivi di omologazione, poteva essere impiegato solamente lungo la rete delle Ferrovienord.